# Mahir Polat (Denkmalpfleger)

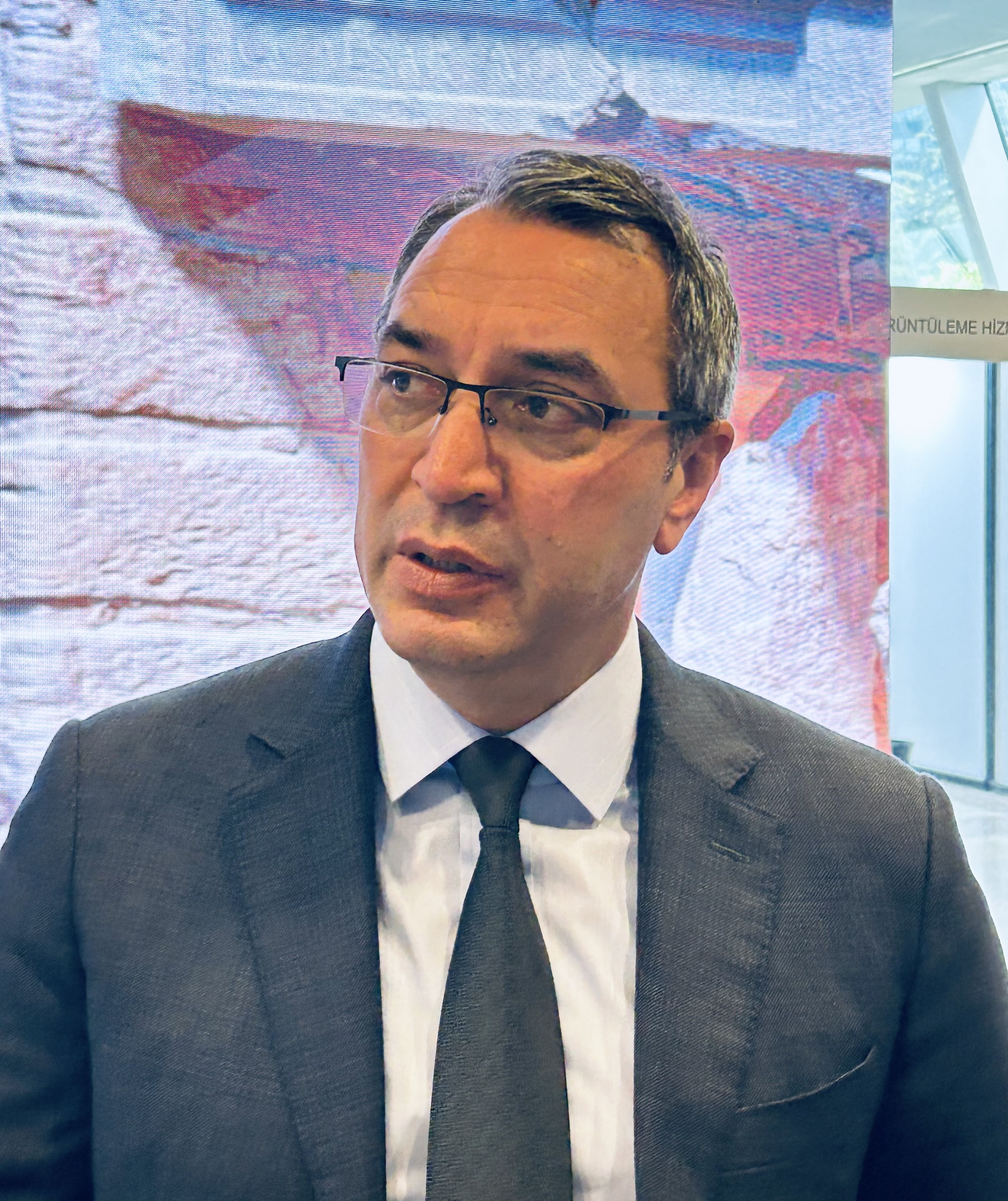
Mahir Polat

Mahir Polat (* 1976 in Erzincan) ist ein türkischer Denkmalpfleger, stellvertretender Generalsekretär der Stadtverwaltung Istanbul und Politiker der CHP.

## Leben
Polat wurde 1976 im Dorf Ahmediye in der Provinz Erzincan geboren. Sein Vater arbeitete als Arbeiter bei der staatlichen Straßenbauverwaltung. Er ist das jüngste von fünf Kindern. Polat wuchs im Stadtteil Ulalar in Erzincan auf und absolvierte dort seine Grund- und Mittelschulausbildung. Nachdem seine Familie nach Istanbul gezogen war, kam er 1989 ebenfalls dorthin. Nach zwei Jahren auf dem Gymnasium brach er die Schule zunächst ab. Ab 1993 arbeitete er etwa zwei Jahre im Familienbetrieb in İkitelli und bildete sich in dieser Zeit durch intensive Lektüre weiter. Danach kehrte er an die Schule zurück und machte seinen Abschluss. 2002 schloss er ein Studium der Archäologie und Kunstgeschichte an der Fakultät für Literatur der Universität Istanbul ab.
2003 begann er ein Masterstudium im Bereich Architekturgeschichte an der Technischen Universität Istanbul. Später setzte er sein Masterstudium an der Sozialwissenschaftlichen Fakultät der Technischen Universität Yıldız im Fachbereich Kunst und Design fort. Seine Masterarbeit mit dem Titel Untersuchung der kuratorischen Praxis in privaten Museen in der Türkei befasste sich mit Museen wie dem Istanbul Modern, dem Pera-Museum und dem Sakıp-Sabancı-Museum. Er schloss das Studium 2008 ab. 2009 begann er ein Promotionsstudium an der Universität Istanbul. Seine Dissertation, in der er die Gebetsstätten islamischer heterodoxer Gemeinschaften in Anatolien vom 13. bis zum 20. Jahrhundert untersuchte, reichte er 2023 ein. Während seiner Promotionszeit unterrichtete er von 2011 bis 2015 an derselben Universität im Bereich Kulturerberecht.
Parallel zu seiner akademischen Laufbahn begann Polat 2005 seine Tätigkeit bei der Generaldirektion für Stiftungen. Ab 2009 arbeitete er dort als Stiftungsexperte. Er war an der Restaurierung zahlreicher historischer Bauwerke und der Einrichtung von Museen in der ganzen Türkei beteiligt. Zwischen 2014 und 2016 war er Direktor des Akaretler Atatürk-Museums in Beşiktaş, anschließend bis 2019 Direktor des Museums für türkisches Bauwesen und Kunsthandwerk in Fatih.
Nach den Kommunalwahlen 2019 wurde er auf Einladung von Ekrem İmamoğlu zum Leiter der Abteilung für Kulturgüter der Stadtverwaltung Istanbul ernannt. Seit 2020 ist er stellvertretender Generalsekretär der Stadtverwaltung. Im selben Jahr leitete er die neu gegründete städtische Einrichtung İBB Miras, um einen nachhaltigen Erhaltungsansatz in Istanbul zu verwirklichen. Ziel war es, historische Gebäude nicht nur physisch zu retten, sondern sie auch in das städtische Leben zu integrieren und wieder nutzbar zu machen. Unter seiner Leitung wurden u. a. die folgenden Projekte restauriert: das Gazhane-Museum, die Yerebatan-Zisterne, die Bücherei „Kütüphane Troleybüs“, der Moda-Anleger, die Gülhane-Zisterne, das Botter-Gebäude, das Metrohan-Gebäude, Anleger in Beşiktaş und Kadıköy, das Yedikule-Gaswerk, das Schulgebäude „Taş Mektep“ auf Büyükada, die ehemalige Uniform-Manufaktur Feshane und das Beyoğlu-Kino.
Bei den Kommunalwahlen vom 31. März 2024 kandidierte Polat für die Republikanische Volkspartei (CHP) als Bürgermeister von Fatih und erhielt 43,77 % der Stimmen. Nach den Wahlen kehrte er in seine Funktion als stellvertretender Generalsekretär der Stadtverwaltung Istanbul zurück.
Polat ist Mitglied der SODEV-Stiftung, des Vereins der Stiftungsexperten, von Europa Nostra Türkei sowie des Kuratoriums der Stiftung für Geschichte (Tarih Vakfı). Im Jahr 2024 wurde er zum Generalsekretär der Union historischer Städte (Tarihi Kentler Birliği) ernannt, der 462 Kommunen in der Türkei angehören.
Im März 2025 wurde Polat im Rahmen der Untersuchung „Städtischer Konsens“ (Kent Uzlaşısı) zur Stadtverwaltung Istanbul vorübergehend festgenommen und anschließend in Untersuchungshaft genommen. Sein Anwalt gab auf der Plattform X an, dass er die Entlassung seines Mandanten fordere. Aufgrund gesundheitlicher Probleme die durch seinen Bluthochdruck bedingt sind, gelte für ihn Lebensgefahr.
Polat verfasste akademische Arbeiten zu Themen wie dem Schutz des historischen kulturellen Umfelds, religiös-kultureller Sozialgeschichte, Museologie, kollektives Gedächtnis und Architekturgeschichte.

## Persönliches
Er ist mit Binnur Polat, einer Musiklehrerin, verheiratet und hat ein Kind. Sein Vater ist Aziz Polat, seine Mutter Makbule Polat.